# The Deadly Snakes
I The Deadly Snakes sono stati un gruppo musicale indie rock canadese, attivo dal 1996 al 2006 e originario di Toronto.

## Formazione
Formazione finale
- Andre Ethier - voce
- Matthew Carlson - chitarra, tromba, basso
- Chad Ross - chitarra, basso, mandolino
- Jeremi Madsen - chitarra, basso, sax, percussioni
- Max McCabe-Lokos - piano, organo
- Andrew "Gunn" Moszynski - chitarra, batteria

## Discografia
- Love Undone (Sympathy for the Record Industry, 1999)
- I'm Not Your Soldier Anymore (In the Red, 2001)
- Ode to Joy (In the Red, 2003)
- Porcella (In the Red, 2005)